# عوض المشاقبة
الدكتور عوض عبد البخيت أبو جراد المشاقبة، وزير العدل الأردني في حكومة هاني الملقي الثانية. وهو من مواليد عام 1961. وقد كان عيّن في ملاك وزارة العدل الأردنية عام 1985.

## الدراسة والمؤهلات
يحمل عوض البخيت المشاقبة درجة الدكتوراة في القانون الجنائي من الجامعة اللبنانية، حيث حصل عليها عام 2001، كما حصل على الماجستير في قانون أصول المحاكمات الجزائية من الجامعة نفسها عام 1996. أما بكالوريوس الحقوق فقد حصل عليه من الجامعة الأردنية. فضلاً عن ذلك، يحمل الدكتور عوض دبلومي دراسات عليا في القانون من الجامعة الأردنية 1990 ومن المعهد القضائي الأردني 1991.

## المناصب والعمل
شغل الدكتور عوض البخيت منصب رئيس محكمة الجنايات الكبرى. ورئيس لجنة الرقابة الإلكترونية على المواقيف. كما أنه محاضر غير متفرغ في القانون لدى المعهد القضائي الأردني منذ 2005، وفي معهد القضاء العالي اليمني، وفي الجامعة الأردنية وفي جامعة عمان الأهلية وفي جامعة الإسراء.
شارك الدكتور عوض في لجان خاصية بتعديلات قوانين العقوبات وأصول المحاكمات الجزائية وقانون الأحداث المؤقت لسنة 2011 وقانون محكمة الجنايات الكبرى، والتشريعات الجزائية.
وقد رأس عوض محكمة الجنايات الكبرى ومحكمة بداية السلط. وكان قاضياً في محكمة استئناف عمان ومدعياً عاماً وقاضي صلح وقاضي بداية لدى محكمة بداية عمان.